# Ner Tamid
Ner Tamid (Luz Perpetua) era el nombre de una comunidad judía gallega, ubicada en la ciudad de La Coruña, la segunda (puesto que la primera fue una comunidad ortodoxa sefardí en Ribadavia) que se formó en Galicia desde el Edicto de Granada de los Reyes Católicos en 1492, exactamente 515 años después. 
La comunidad se formó en el verano de 2007, a partir de un grupo informal que se juntaba para estudiar y comentar la Torá, así como para celebrar el Shabat y otras festividades judías y se disolvió a principios del verano de 2008 por desacuerdos internos.
La comunidad estaba integrada por medio centenar de familias de toda Galicia. 
Sus miembros eran judíos de origen askenazí y sefardí. En cuanto a las tendencias, a pesar de su adscripción al judaísmo reformista, sus miembros eran de cualquier rama, como la ortodoxa, la masortí, o la reformista.
Su disolución fue causada después de desavenencias respecto a cuál podría ser el futuro de la comunidad. La ausencia de acuerdo entre los más tradicionalistas y los más reformitas fomentó la ruptura de la comunidad.
Recientemente, el sector más reformista formó la Asociación Xudía de Galicia. La Asociación Xudía de Galicia dio lugar a una nueva  comunidad, de tendencia reformista llamada Comunidad Judía Bnei Israel de Galicia.